# 베이코 캉코넨
에사 베이코 안테로 캉코넨(핀란드어: Esa Veikko Antero Kankkonen, 1940년 1월 5일 ~ )은 핀란드의 전직 스키 점프 선수로 1960년, 1964년과 1968년 동계 올림픽에 출전했다. 그는 1964년 동계 올림픽에서 2개의 메달을 땄다. 그는 1968년 동계 올림픽 개막식 당시 핀란드 선수단 기수를 맡았다.